# محوطه چم ده زیر
محوطه چم ده زیر مربوط به سده‌های متاخر دوران‌های تاریخی پس از اسلام است و در شهرستان گچساران، بخش باشت، ۱ کیلومتری شرق شاه بهرام واقع شده و این اثر در تاریخ ۱۸ شهریور ۱۳۸۷ با شمارهٔ ثبت ۲۳۲۳۱ به‌عنوان یکی از آثار ملی ایران به ثبت رسیده است.